# Singles, Puy-de-Dôme
Singles là một xã trong tỉnh Puy-de-Dôme, thuộc vùng hành chính Auvergne-Rhône-Alpes của nước Pháp, có dân số là 210 người (thời điểm 1999). Singles nằm trong vùng đồi núi trên độ cao trung bình là 785 m, cách La Bourboule 18 km.

## Nhân khẩu học
| 1962 | 1968 | 1975 | 1982 | 1990 | 1999 |
| ---- | ---- | ---- | ---- | ---- | ---- |
| 308  | 342  | 321  | 265  | 214  | 210  |